# Kaple svaté Anny (Husí Lhota)
Kaple svaté Anny je sakrální stavba v Husí Lhotě v okrese Mladá Boleslav. Kaple není památkově chráněna.

## Historie
Kaple byla vystavěna v roce 1823 nákladem místních občanů. V roce 1908 došlo k jejímu rozšíření. Roku 1862 byla před kaplí, naproti jejímu vstupnímu průčelí, postavena nízká, mohutná, samostatná zvonice. Začátkem 21. století, za plazského faráře R.D. Petera Kothaje, bývaly v kapli pravidelné bohoslužby o nedělních odpoledních. Tyto bohoslužby později ustaly.

## Architektonická podoba
Kaple je jednolodní neorientovaná stavba s užším, trojboce uzavřeným presbytářem. V ose presbytáře se nachází malá sakristie, završená nízkou sedlovou střechou. Nad oltářní částí kaple se tyčí malá sanktusníková věžička. Kaple odpovídá ještě baroknímu tvarosloví. Před průčelím kaple se nachází patrová samostatná zvonice, stavebně nepropojená s kaplí, ze strany do návsi opatřená štítem s hodinami. Architektura zvonice vychází rovněž z barokního tvarosloví.